# فرودگاه لانگ رانچ
فرودگاه لانگ رانچ (به انگلیسی: Long Ranch Airport) یک فرودگاه خصوصی است که یک باند فرود شن دارد و طول باند آن ۵۹۴ متر است. این فرودگاه در کشور ایالات متحده آمریکا قرار دارد و در ارتفاع ۱۲۴۶ متری از سطح دریا واقع شده است.